# Universitatea Makerere

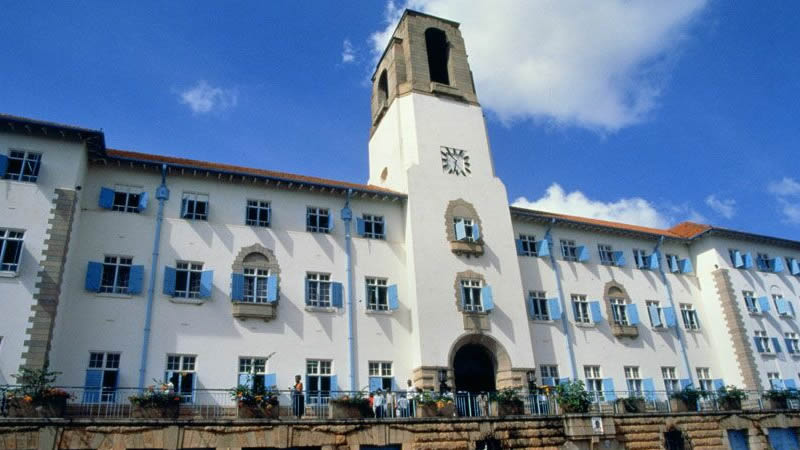
Makere University

Universitatea Makerere este o instituție de învățământ superior din Kampala, Uganda. Înființată în 1922, aceasta este cea mai mare și mai veche universitate din Uganda.

## Absolvenți remarcabili
- Joseph Kabila
- Mwai Kibaki